# Athom d'Alanie
Athom d'Alanie est un roi alain du XIIe siècle.
Fils putatif de David d'Alanie et de Rousoudan de Géorgie, il succède à son père à la mort de ce dernier.
Il fait probablement partie de la branche osse des Bagrations. Athom est un des ancêtres de tous les actuels Bagrations car son petit-fils, David Soslan, épouse plus tard la reine Tamar de Géorgie.
Athom est le père d'un fils selon le prince Vakhouchti Bagration (XVIIIe siècle) :
- Djadaron, roi d'Alanie.

Athom est également identifié avec Khodoun, roi d'Ossétie et père de :
- Bourdoukhan, mariée au roi Georges III de Géorgie.